# Jesus Is King
Jesus Is King ist das neunte Studioalbum des US-amerikanischen Musikproduzenten, Sängers und Rappers Kanye West. Es erschien am 25. Oktober 2019.

## Hintergrund
Ursprünglich kündigte West bereits für den 29. September 2018, nur drei Monate nach seinem letzten Studioalbum ye, ein Nachfolgewerk namens Yandhi an. Auf diesem waren unter anderem Gastbeiträge von Ty Dolla $ign, 6ix9ine und XXXTentacion (postum) geplant. Trotz intensiver Promotion, aktiven Arbeiten an dem Werk und Bekanntgabe der Tracklist wurde seine Veröffentlichung jedoch mehrfach verschoben, schließlich auf unbestimmte Zeit. Eine Rohfassung dieses Albums wurde später geleakt.
Im August 2019 kündigte Kanye West stattdessen an, inzwischen an einem neuen Album zu arbeiten, welches den Titel Jesus Is King tragen und aus christlicher Musik bestehen soll. Ursprünglich wurde sein Erscheinen für den 27. September 2019 angekündigt, später jedoch zwei Tage nach hinten verschoben. Auch dieses Datum wurde nicht eingehalten, da West noch unzufrieden mit dem Projekt war. Letztlich wurde der neue Veröffentlichungstermin für den 25. Oktober 2019 festgesetzt, an welchem das Album – allerdings mit mehreren Stunden Verspätung – auch erschien. Am selben Tag feierte auch ein halbstündiger, gleichnamiger Konzertfilm Premiere.
Im Vorfeld wurde bekannt, dass Kanye West mit dem Gedanken spielte, mit dem Rappen aufzuhören und sich fortan nur noch dem Gesang und der Produktion zu widmen, da Rap die Musik des Teufels sei. In einem Gespräch mit einem Geistlichen, dem Pastor Adam Tyson, versicherte dieser West jedoch, dass er dessen Ansicht nicht teile und er genauso gut auch für Gott rappen könne. Auf dem fertigen Album finden sich neben gesungenen Passagen auch Rapeinlagen. Weiters waren die Arbeiten an dem Album geprägt von sexueller Zurückhaltung. Nicht nur habe er selbst versucht, seine Sexsucht zu überwinden, er habe auch beteiligte Künstler gebeten, während der Entstehungsphase des Werkes keinen außerehelichen Geschlechtsverkehr zu haben. Stattdessen sollten sie gemeinsam beten und fasten.
Jedes Lied des Albums wurde von Kanye West selbst geschrieben und produziert, wobei er immer von zusätzlichen Musikern unterstützt wurde. Als Produzenten waren neben ihm noch Budgie Beats, Federico Vindver, Francis Farewell Starlite, benny blanco, Ronny J, Boogz, E*Vax, Xcelence, Timbaland, Angel López, Brian "All Day" Miller, Pi'erre Bourne, Michael Cerda, FnZ, Labrinth, Warryn Campbell und DRTWRK beteiligt. Als Gastmusiker treten der Sunday Service Choir, Ty Dolla $ign, Ant Clemons, Fred Hammond, Clipse und Kenny G auf. Auf der überwiegenden Mehrheit der Tracks kommt es zudem zur Verwendung von Samples und Interpolations.
Es wurden keine Singles aus Jesus Is King ausgekoppelt.

## Musik und Texte
Jesus Is King ist sowohl ästhetisch als auch inhaltlich christlich geprägt. West verbindet vielfach Elemente des Gospels und des traditionellen Kirchengesangs mit modernen Hip-Hop- und Electro-Elementen; das Lied Closed on Sunday weist zudem klare Folk-Motive auf, und durch ein ausgedehntes Saxophon-Solo auf dem ansonsten minimalistisch-elektronischen Stück Use This Gospel gibt es auf diesem auch Smooth-Jazz-Anleihen. Die Musik des Werkes bietet zudem vermehrt experimentelle Songstrukturen und Klangkombinationen, so wird zum Beispiel Chorgesang mit Autotune versehen, viele der Songs enden abrupt, oder es wird auf Refrains verzichtet. West selbst ist etwa zu gleichen Teilen singend und rappend zu hören, teilweise ist seine Stimme mit Effekten verfremdet, allerdings auch häufig natürlich belassen. Auf dem Eröffnungstitel Every Hour tritt seine Stimme darüber hinaus gar nicht in Erscheinung, es sind lediglich ein Kirchenchor und ein Klavier zu vernehmen. Inhaltlich huldigt der Musiker durchwegs seiner Spiritualität und reflektiert in mehreren Liedern sein Verhalten und seine Fehler, und inwiefern diese mit seinem christlichen Glauben vereinbar wären, oder aber, inwiefern er bei der Ausübung dieser unter dem Einfluss des Teufels stand. Auch Motive und Zitate aus der Bibel sind an verschiedenen Stellen zu finden.

## Covergestaltung
Das Coverartwork zu Jesus Is King ist im Design an eine Vinylschallplatte angelehnt. Diese ist blau und trägt im Mittelkreis vier Schriftzüge: oben steht der Albumtitel, unten der Name des Künstlers, links "New Songs AR 1331 A" und rechts "33RPM LP", jeweils in golden gelber Schrift.

## Titelliste
| Nr. | Titel                                                  | Länge |
| --- | ------------------------------------------------------ | ----- |
| 1.  | Every Hour (feat. Sunday Service Choir)                | 1:52  |
| 2.  | Selah                                                  | 2:44  |
| 3.  | Follow God                                             | 1:44  |
| 4.  | Closed on Sunday                                       | 2:31  |
| 5.  | On God                                                 | 2:16  |
| 6.  | Everything We Need (feat. Ty Dolla $ign & Ant Clemons) | 1:56  |
| 7.  | Water (feat. Ant Clemons)                              | 2:48  |
| 8.  | God is                                                 | 3:23  |
| 9.  | Hands on (feat. Fred Hammond)                          | 3:23  |
| 10. | Use This Gospel (feat. Clipse & Kenny G)               | 3:33  |
| 11. | Jesus is Lord                                          | 0:49  |

## Kritiken
Sowohl im deutsch- als auch im englischsprachigen Raum polarisierte Jesus Is King so stark wie kein Album Kanye Wests zuvor.
Positive Kritiken empfanden, dass das Album, anders als sein Vorgänger ye, fokussiert und dicht klänge. Die Produktion wäre „absolute Oberklasse“, die gospellastigen Lieder wären opulent, während der Hip-Hop zum Kopfnicken einladen würde. Es sei ein Werk von Selbstvertrauen und Klarheit, und strahle Aufrichtigkeit und Frieden aus. Inhaltlich lobte man den Reifeprozess; so hätte Kanye West seine Megalomanie zugunsten von Demut vor Jesus Christus überwunden.
Negative Kritiken verurteilten das Album hingegen als musikalisch und inhaltlich vollkommen belanglos. Es sei ein Zeugnis dafür, dass die Karriere des Musikers, der einst als innovativster Künstler seiner Generation galt, mittlerweile vorrangig auf dessen Selbstvermarktung beruhe, nicht auf seinem Schaffen. Es wurde bemängelt, dass die Lieder nach kurzen Skizzen klängen, dahinplätschern würden und zu wenig Substanz böten, um Einblicke in Wests Verstand zu gewährleisten. Kontroversiell rezipiert wurde auch die Zeile "Closed on sunday, you're my Chick-fil-A / You're my number one, with the lemonade" auf dem Lied Closed on Sunday. Die besungene Restaurantkette geriet zuvor aufgrund ihrer ablehnenden Haltung gegenüber der LGBTQ+-Community in die Schlagzeilen.

## Kommerzieller Erfolg

### Chartplatzierungen
| ChartsChartplatzierungen       | Höchstplatzierung | Wochen |
| ------------------------------ | ----------------- | ------ |
| Deutschland (GfK)              | 19 (3 Wo.)        | 3      |
| Österreich (Ö3)                | 9 (3 Wo.)         | 3      |
| Schweiz (IFPI)                 | 8 (4 Wo.)         | 4      |
| Vereinigte Staaten (Billboard) | 1 (16 Wo.)        | 16     |
| Vereinigtes Königreich (OCC)   | 2 (5 Wo.)         | 5      |

| ChartsJahrescharts (2019)      | Platzierung |
| ------------------------------ | ----------- |
| Vereinigte Staaten (Billboard) | 141         |

### Auszeichnungen für Musikverkäufe
| Land/Region                  | Auszeichnungen für Musikverkäufe (Land/Region, Auszeichnung, Verkäufe) | Verkäufe |
| ---------------------------- | ---------------------------------------------------------------------- | -------- |
| Dänemark (IFPI)              | Gold                                                                   | 10.000   |
| Neuseeland (RMNZ)            | Gold                                                                   | 7.500    |
| Vereinigte Staaten (RIAA)    | Gold                                                                   | 500.000  |
| Vereinigtes Königreich (BPI) | Silber                                                                 | 60.000   |
| Insgesamt                    | 1× Silber · 3× Gold ·                                                  | 577.500  |

Hauptartikel: Kanye West/Auszeichnungen für Musikverkäufe